# Ban Khwao (huyện)
Ban Khwao (tiếng Thái: บ้านเขว้า) là một huyện (‘‘amphoe’’) thuộc tỉnh Chaiyaphum, đông bắc Thái Lan. Đây là khu vực nổi tiếng với sản phẩm  lụa Thái.

## Lịch sử
Năm 1806, dân từ Ban Khao (บ้านข่าว) ở tỉnh Nakhon Ratchasima đã di cư tới khu vực ngày nay là Ban Khwao.  Khi khu định cư đã tỏ ra thành công, họ đã gửi "tin tốt" (trong tiếng Thái Khwao ข่าว) đến bà con ở làng cũ.  Cộng đồng mới thịnh vượng và người ta đã đồng ý đặt tên làng mới là Ban Khwao (làng tin tốt) để tưởng nhớ lịch sử.
Khu vực này đã được lập tiểu huyện ngày 1 tháng 1 năm 1955, khi hai phó huyện Ban Khwao và Talat Raeng được tách khỏi Mueang Chaiyaphum.. Đơn vị này đã được nâng thành huyện ngày 23 tháng 7 năm 1957.

## Địa lý
Các huyện giáp ranh (từ phía bắc theo chiều kim đồng hồ) là Nong Bua Daeng, Mueang Chaiyaphum, Noen Sa-nga, Chatturat và Nong Bua Rawe.

## Hành chính
Huyện này được chia thành 6 phó huyện (tambon), các đơn vị này lại được chia thành 94 làng (muban). Thị trấn (thesaban tambon) Ban Khwao nằm trên 4 làng của tambon Ban Khwao.
| Số TT | Tên          | Thai    | Số làng | Dân số |
| ----- | ------------ | ------- | ------- | ------ |
| 1.    | Ban Khwao    | บ้านเขว้า | 18      | 15.131 |
| 2.    | Talat Raeng  | ตลาดแร้ง | 28      | 11.549 |
| 3.    | Lum Lamchi   | ลุ่มลำชี   | 22      | 9.808  |
| 4.    | Chi Bon      | ชีบน     | 10      | 5.852  |
| 5.    | Phu Laen Kha | ภูแลนคา  | 8       | 4.299  |
| 6.    | Non Daeng    | โนนแดง  | 8       | 4.667  |